# Pałac Janta-Połczyńskich w Żabiczynie
Pałac Janta-Połczyńskich w Żabiczynie – pałac na terenie Żabiczyna. Obecnie mieści się w nim siedziba przedsiębiorstwa rolnego Agrojaro Sp. z o.o.

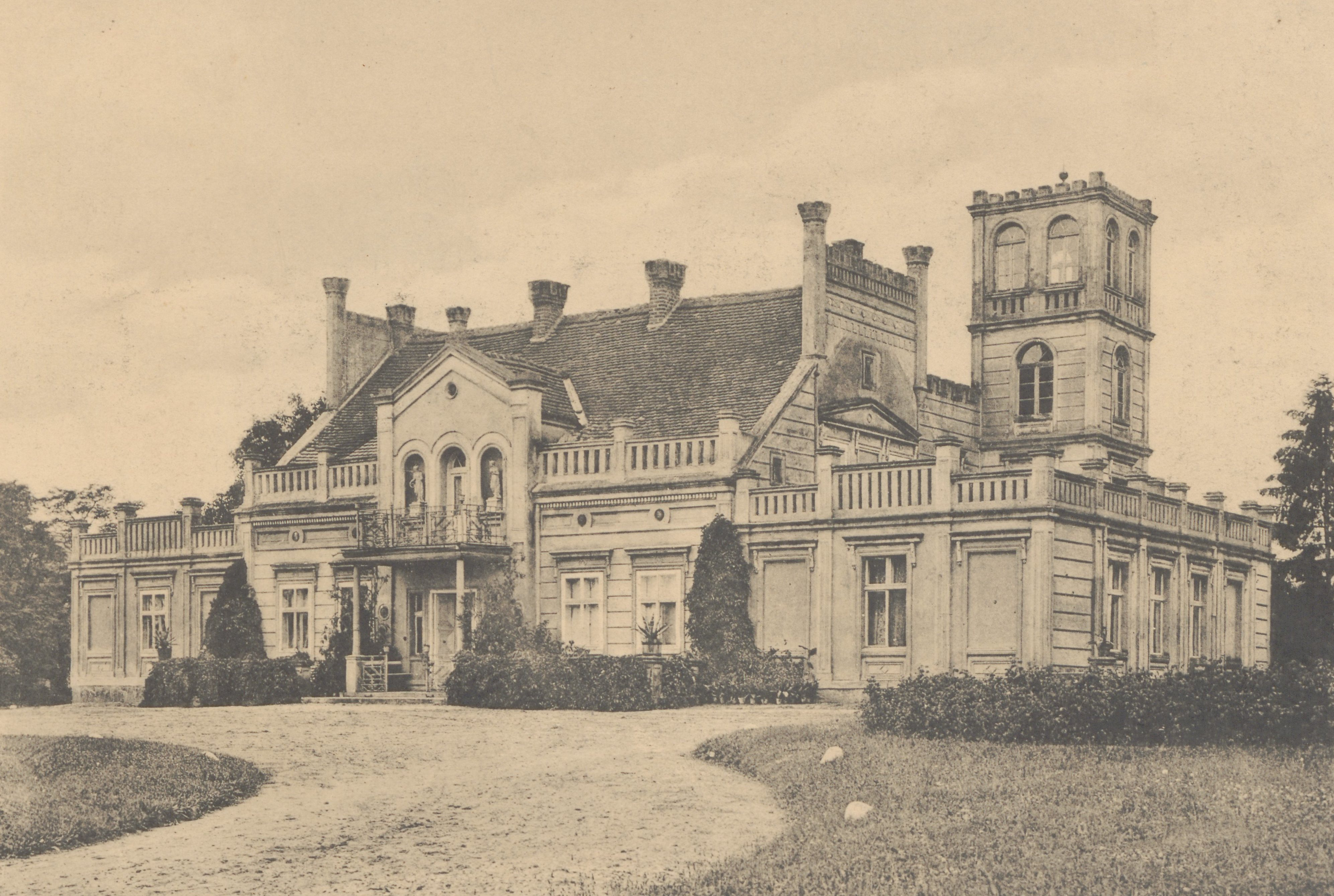
Pałac - stan przed 1912 r.
fot. L. Durczykiewicz

## Historia

### Do II wojny światowej
W latach 1873–1879 z polecenia Stanisława Janta-Połczyńskiego w miejscu małego domu mieszkalnego zbudowano pałac. Po przejęciu majątku przez jego syna, Romana Teodora do pałacu dobudowano wieżę oraz parterowe przybudówki. Powstał też park,  w roku 1985 wpisany do rejestru zabytków.

Żabiczyn, powiat węgrowski, własność Romana Stanisława Teodora Janty Połczyńskiego herbu Bończa, posła do parlamentu niemieckiego, sekretarza Koła polskiego, prezesa Komitetu wyborczego na powiat wągrowiecki, wicepatrona Kółek rolniczych, członka Koła Naukowego Poznańskiego i Toruńskiego. – Majątek znajduje się od roku 1879 w posiadaniu obecnego właściciela, który odebrał go od ojca swego, Stanisława, właściciela klucza Redgowskiego, złożonego z pięciu folwarków, do których i Żabiczyn należał. Majątek ten bywał stale wydzierżawiany. – Dom mieszkalny przebudowany został w roku 1873. Ponowna przebudowa i równoczesne powiększenie nastąpiło w latach 1878 i 79 przez obecnego właściciela, który do istniejącego budynku dobudował nowe skrzydła, kwiatarnie i poboczne ubikacye.

### W czasie i po II wojnie światowej
W czasie II wojny światowej Janta-Połczyńscy byli wysiedleni do Generalnego Gubernatorstwa, a majątkiem zarządzał niemiecki gospodarz Jenek. Po wojnie wrócili oni do Żabiczyna, jednak na skutek dekretu o reformie rolnej wydanego w 1944 majątek przejęło państwo. Skuto ozdoby, pozbyto się balkonu oraz spłaszczono dach. Mieścił się tu PGR, a od 1995 w pałacu swą siedzibę ma firma Agrojaro Sp. z o.o
Syn Romana Mieczysława Janta-Połczyńskiego, Józef próbował odzyskać majątek, który jego matka Maria Janta-Połczyńska zapisała mu w testamencie. Jego starania nie odniosły skutku. Spotkał się nawet z groźbami. W 1984 do rodzinnego domu Janta-Połczyńskich w Sopocie wkradli się zamaskowani przestępcy i pobili domowników. Na skutek odniesionych ran, zmarł Roman Mieczysław Janta-Połczyński.
Pałac obecnie niszczeje, odrestaurowano jedynie zabytkową wieżę.

## Bibliografia

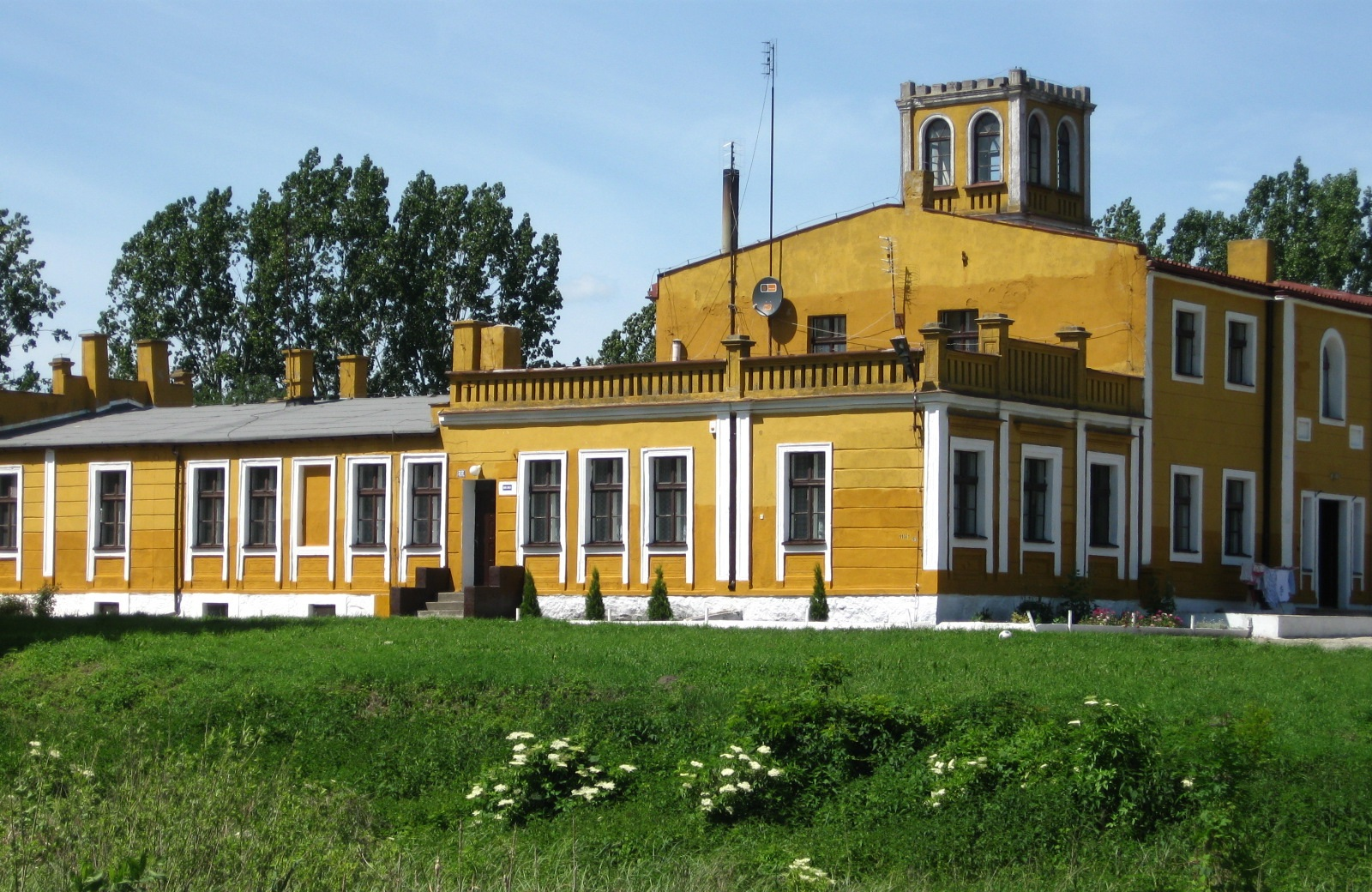
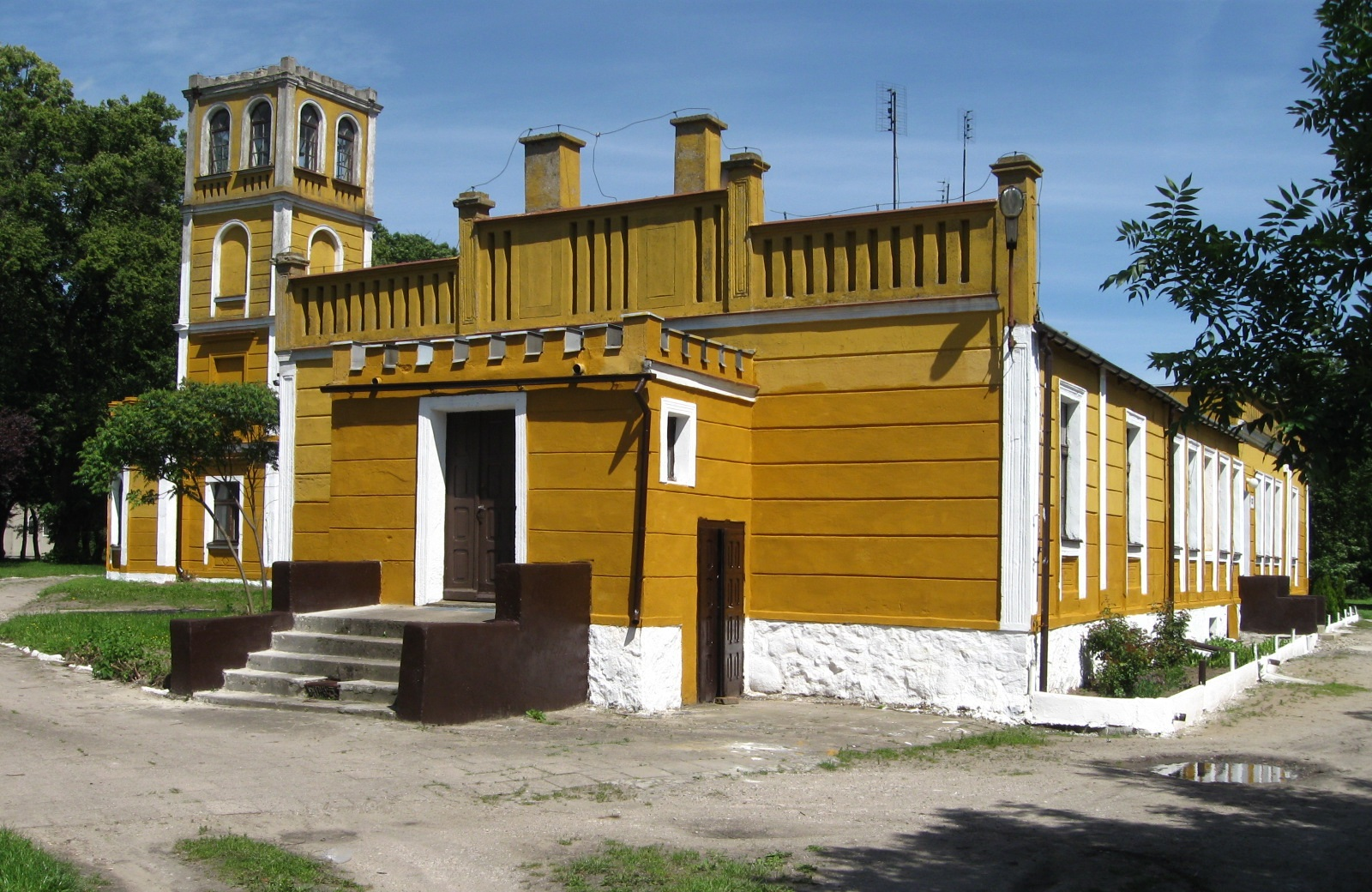
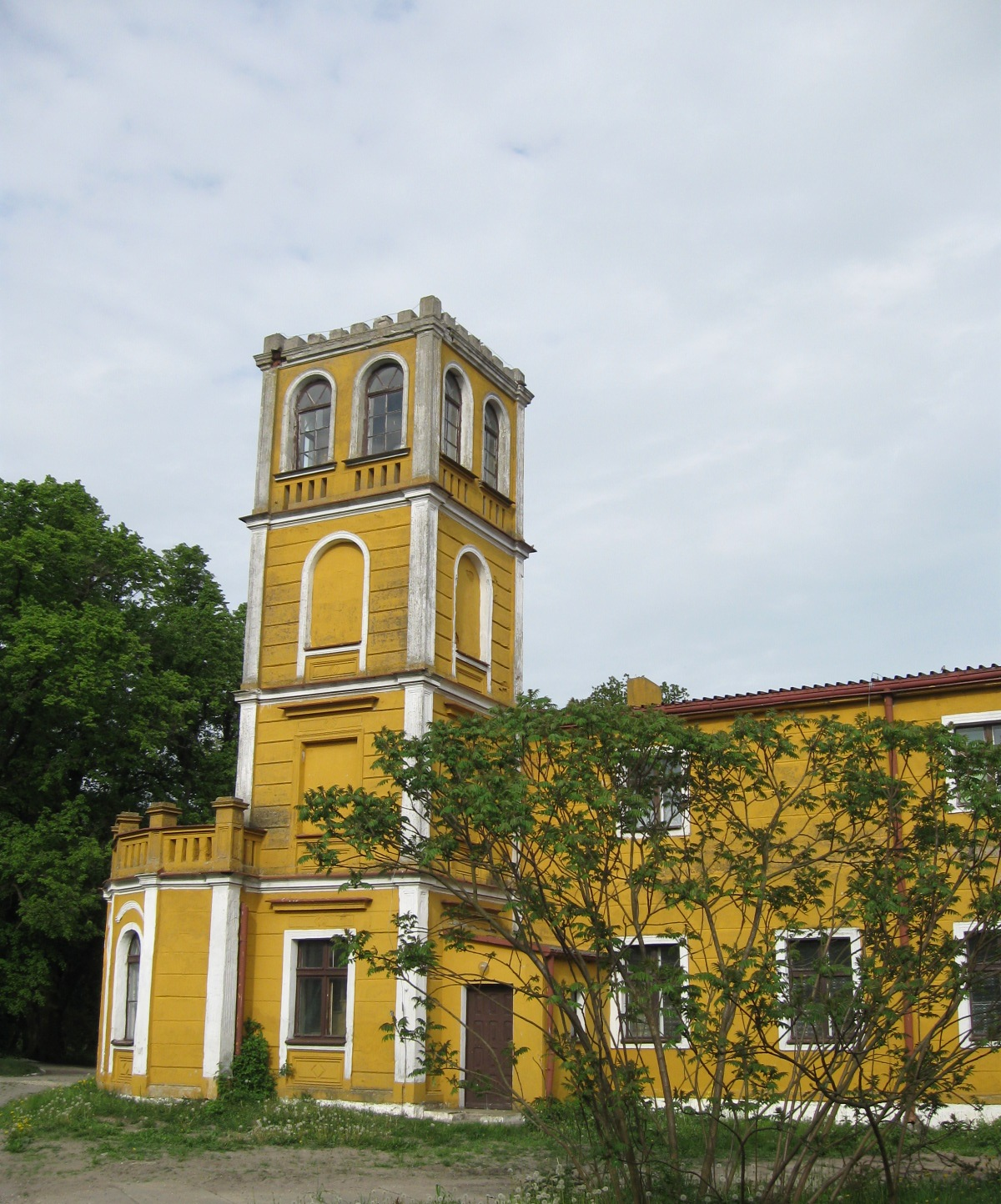